# Daniel Ramseier
Daniel Ramseier (né le 29 juillet 1963 à Zurich) est un cavalier suisse de dressage.

## Carrière
Il est le fils de la cavalière Doris Ramseier.
Il remporte la médaille d'argent par équipe aux Jeux olympiques de 1988 à Séoul en compagnie d'Otto Hofer, Christine Stückelberger et Samuel Schatzmann. Il participera aussi aux Jeux de 2000 et de 2004.

## Palmarès

### Jeux olympiques d'été
- Médaille d'argent du dressage par équipe aux Jeux olympiques de 1988 à Séoul,  Corée du Sud

### Championnats du monde
- Médaille d'argent aux Championnats du monde de dressage par équipe en 1986 à Cedar Valley,  États-Unis
- Médaille de bronze aux Jeux équestres mondiaux de 1990 à Stockholm,  Suède[2]

### Championnat d'Europe
- Médaille d'argent au Championnat d'Europe de dressage par équipe 1987
- Médaille de bronze au Championnat d'Europe de dressage par équipe 1989

## Source, notes et références
1. ↑  (en) « Olympics Site Closed / Olympics at Sports-Reference.com », sur sports-reference.com (consulté le 1er avril 2021).
2. ↑  « Daniel Ramseier (Équitation) : Palmarès et résultats », sur les-sports.info (consulté le 6 octobre 2023).